# 湖南省人民代表大会常务委员会
湖南省人民代表大会常务委员会是湖南省人民代表大会的常设机构，於1979年12月29日根据第五届全国人民代表大会第二次会议所通过的《中华人民共和国地方各级人民代表大会和地方各级人民政府组织法》而成立，此前湖南省革命委员会行使湖南省地方国家权力机关的常设机关和执行机关的双重职能。

## 机构设置
- 各专门委员会
  - 法制委员会
  - 内务司法委员会
  - 财政经济委员会
  - 农业与农村委员会
  - 民族华侨外事委员会
  - 环境与资源保护委员会
  - 教育科学文化卫生委员会
- 工作机构
  - 办公厅
  - 预算工作委员会
  - 选举任免联络工作委员会
  - 研究室
- 信访办公室
- 研究室

## 组成人员

### 第五届
- 时间：1979年12月-1983年4月
- 主任：万达
- 副主任：谭余保（1980年1月逝世）、郭森、罗秋月（女）、尹子明、齐寿良、王含馥、陶峙岳、刘世洪、凌霞新（1980年7月逝世）、孔安民、石邦智（苗族）、陈新民、刘春樵、吴志渊（1980年12月补选）
- 秘书长：李强

### 第六届
- 时间：1983年4月-1988年1月
- 主任：孙国治（1985年7月辞职）、焦林义（1985年7月补选）
- 副主任：郭森（1985年7月辞职）、陶峙岳、吴志渊（1985年7月辞职）、纪照青、罗秋月（女）、齐寿良、石邦智（苗族）、孔安民、陈新民、陈芸田、谢新颖、李田耕、黄道奇（1985年7月补选）、徐天贵（1985年7月补选）
- 秘书长：张式军

### 第七届
- 时间：1988年1月-1993年1月
- 主任：刘夫生
- 副主任：黄道奇、李田耕、罗秋月（女）、陈新民、陈芸田（1989年12月逝世）、谢新颖、曹文举、刘玉娥（女）、吴运昌（苗族）、王向天（1991年4月补选，1992年逝世）、潘基质（1991年4月补选）
- 秘书长：赵世芳

### 第八届
- 时间：1993年1月-1998年1月
- 主任：刘夫生
- 副主任：董志文、沈瑞庭、俞海潮、刘玉娥（女）、朱东阳、吴运昌（苗族）、赵培义、潘基质、罗海藩（1996年2月补选）
- 秘书长：沈瑞庭（兼）（-1995年2月）、郭俊秀（1995年2月任命）

### 第九届
- 时间：1998年1月-2003年1月
- 主任：王茂林（1998年10月辞职）、王克英（1998年10月至1999年1月代理）、杨正午（1999年1月补选）
- 副主任：王克英（2001年1月辞职）、罗海藩、吴运昌（苗族）、谢佑卿、罗桂求、颜永盛、高锦屏（女）、郭俊秀、郑培民（2001年1月补选，2002年3月逝世）、吴向东（2001年1月补选）
- 秘书长：郭俊秀（兼）（-1999年1月）、刘永寿（1999年1月任命）

### 第十届
- 时间：2003年1月-2008年1月
- 主任：杨正午（2006年1月辞职）、张春贤（2006年1月补选）
- 副主任：吴向东（2007年3月辞职）、周时昌、唐之享、谢佑卿、庞道沐、颜永盛、郭俊秀（2004年6月逝世）、王四连（女）、戚和平（2007年1月补选）、谢康生（2007年1月补选）
- 秘书长：刘永寿

### 第十一届
- 时间：2008年1月-2013年1月
- 主任：张春贤（2010年9月辞职）、周强（2010年9月补选）[1]
- 副主任：戚和平（2010年3月辞职）、谢勇、陈叔红、蔡力峰、肖雅瑜、刘莲玉（女）、蒋作斌（2010年9月补选）、李江（2011年1月补选）、杨泰波（2012年1月补选）
- 秘书长：孙在田

### 第十二届
- 时间：2013年1月-2018年1月
- 主任：周强（2013年5月辞职）、徐守盛（2013年5月补选、2017年1月辞职）、杜家毫（2017年1月补选）[2]
- 副主任：于来山（2016年3月辞职）[3]、谢勇、刘莲玉（女）、徐明华（2016年3月辞职）、蒋作斌（2016年3月辞职）、陈君文、韩永文（2015年2月补选）、李友志（2016年1月补选）[4]、王柯敏（2016年1月补选）、许又声（2017年1月补选）
- 秘书长：彭宪法

### 第十三届
- 时间：2018年1月-2023年1月
- 主任：杜家毫（2021年1月辞职）、许达哲（2021年1月当选、2022年1月辞职）[5]、张庆伟（2022年1月当选）
- 副主任：刘莲玉、杨维刚、王柯敏（2021年1月辞职）、向力力（2019年7月辞职）、叶红专（2022年1月辞职）、周农、黄关春（2019年1月补选、2022年3月逝世）、彭国甫（2021年1月补选）[6]、谢建辉（2022年1月补选[7]）、张剑飞（2022年1月补选[7]）、陈文浩（2022年1月补选[7]）
- 秘书长：胡伯俊（2021年7月辞职）[8]、曹炯芳（2022年1月补选、2022年3月辞职）

### 第十四届
- 时间：2023年1月—
- 省人大常委会主任会议成员
  - 主任：张庆伟（2023年3月辞职[9]） → 沈晓明（2024年1月—）
  - 副主任：乌兰、张剑飞、陈飞、胡旭晟、周农、彭国甫（—2024年1月）、杨浩东（2025年1月当选）[10]
  - 秘书长：王晓科
- 省人大常委会党组成员[11]
  - 党组书记：乌兰
  - 党组副书记：张剑飞
  - 党组成员：陈飞、周农、彭国甫（—2024年1月）、谢建辉、陈文浩、王晓科